# 더샤이
더샤이(본명: 강승록, 1999년 11월 11일 ~ )는 대한민국의 리그 오브 레전드 프로게이머로 아이디는 TheShy이다. 포지션은 탑 라이너다. 현재 리그 오브 레전드 프로리그의 웨이보 게이밍에서 활동하고 있다. 온양중학교 졸업, 온양용화고등학교 중퇴, 계원예술대학교 휴학 중인 상태다.

## 선수 경력
2014년에는 팀 WE 소속의 스트리머로 활동했다. 이후 국내로 복귀해 Anarchy에 입단했으나 얼마 지나지 않아 팀을 탈퇴했다.
2017년 5월 19일, 인빅투스 게이밍에 입단하면서 프로 커리어를 시작했다. 2017 서머 시즌을 앞두고 듀크의 서브 선수로 활동했으나 시즌 중반 이후 주전 경쟁에서 승리해 주전 탑 라이너로 출전하였다. 
2018 스프링 시즌에서는 리그 오브 레전드 프로리그 최고의 탑 라이너라는 평가를 받으면서 팀을 이끌었다. 하지만 시즌 막판 손 부상을 입으면서 포스트시즌에서는 출전하지 못했다. 서머 시즌 초반에서도 손 부상의 여파가 남아 출전하지 못했으나 시즌 중반 이후 복귀를 했다. 2018 롤드컵에서는 LPL에서 보여준 압도적인 모습을 여전히 보여주었다. 특히 4강전인 G2 e스포츠와의 경기에서는 아트록스로 경기로운 활약을 보여주면서 팀의 결승행을 이끌었다. 결승전에서도 프나틱을 상대로 활약을 이어나가며 팀의 우승을 이끌었다.
2019 스프링에서 압도적인 모습을 보여주이며 팀의 우승을 이끌었다. 스프링 우승으로 참가한 MSI에서도 좋은 모습을 보여주었지만 팀은 4강에서 탈락했다. 서머 시즌에는 팀의 소년가장으로 활약하며 팀의 포스트시즌 진출에 일조했다. 2019 선발전을 통해 롤드컵에 진출했다. 롤드컵 본선에서는 좋지 않은 팀을 이끌며 활약하고 있다. 특히 8강전 그리핀과의 경기에서는 상대 탑인 소드를 상대로 탑 차이를 내면서 압승을 거두었다. 하지만 팀은 4강에서 탈락했다. 시즌 종료 후 올스타전에 출전했다.
2020 스프링 시즌에는 여전히 좋은 모습을 보여주었으며 LPL 올프로 퍼스트 팀에 선정되었다. 스프링 종료 이후 미드 시즌 컵에 참가했다. 하지만 미드 시즌 컵에는 부진한 모습을 보여주었다. 서머 시즌에도 폼이 무너져 내리면서 좋지 않은 모습을 보여주었다.
2021 스프링 시즌에서는 작년 서머 시즌보다 나아진 모습을 보여주었다. 스프링 시즌 잠시 한국을 찾았다가 코로나 자가격리 규정이 변경되는 관계로 서머 시즌 초반까지 자가격리가 되면서 출전하지 못했다. 서머 시즌 주전으로 활동했지만 포스트시즌 진출에 실패했다. 2021시즌 종료 후 팀에서 퇴단했다.
2022시즌을 앞두고 웨이보 게이밍에 입단했다.

## 소속팀
| # | 팀명            | 소속 기간               | 소속 리그 | 비고 |
| - | --------------- | ----------------------- | --------- | ---- |
| 1 | 인빅투스 게이밍 | 2017.05.19 ~ 2021.11.18 | LPL       |      |
| 2 | 웨이보 게이밍   | 2021.12.14 ~ 2023.12.11 | LPL       |      |

## 수상 내역

### 팀전
- 2017 신화 E스포츠 컨퍼런스 우승
- 리프트 라이벌즈 2018 우승
- 리그 오브 레전드 프로리그 서머 2018 준우승
- 리그 오브 레전드 월드 챔피언십 2018 우승
- 리그 오브 레전드 프로리그 스프링 2019 우승
- 리그 오브 레전드 미드 시즌 인비테이셔널 2019 4강
- 리프트 라이벌즈 2019 준우승
- 리그 오브 레전드 월드 챔피언십 2019 4강
- 리그 오브 레전드 올스타전 2019 준우승
- 2022 웨이보 컵 우승
- 2023 리그 오브 레전드 시즌 킥오프 우승

### 개인
- e스포츠 명예의 전당 히어로즈
- 리그 오브 레전드 프로리그 스프링 2019 결승전 최우수선수
- 리그 오브 레전드 프로리그 연간어워드 가장 인기 있는 선수 (2018년, 2019년, 2020년, 2022년)
- 리그 오브 레전드 프로리그 연간어워드 베스트 탑 라이너 (2018년, 2019년)